# Дімітрі Шажевскі
Дімітрі Шажевскі (фр. Dimitri Szarzewski 26 січня 1983, Нарбонн, Франція). Гак (англ. talonneur) національної збірної Франції з регбі та гравець клубу Стад Франсе, що виступає в Топ-14.